# Čunkova Draga
Čunkova Draga is een plaats in de gemeente Krašić in de Kroatische provincie Zagreb. De plaats telt 33 inwoners (2001).